# Michaił Bałandin
Michaił Jurjewicz Bałandin, ros. Михаил Юрьевич Баландин (ur. 27 lipca 1980 w Lipiecku, zm. 7 września 2011 w Jarosławiu) – rosyjski hokeista.

## Życiorys
- Łokomotiw 2 Jarosław (1998–2001)
  -  Dizel Penza (1999–2000)
  -  Krylja Sowietow Moskwa (2000)
- Saławat Jułajew Ufa (2001–2002)
- Łada Togliatti (2002–2004)
  -  Łokomotiw Jarosław (2003)
- CSKA Moskwa (2004–2006)
- Atłant Mytiszczi (2006–2010)
- OHK Dinamo (2010–2011)
- Łokomotiw Jarosław (2011)

Wychowanek Traktora Lipieck. Podczas kariery występował w zespołach Saławat Jułajew Ufa, Łada Togliatti, CSKA Moskwa, Atłant Mytiszczi i OHK Dinamo. W 2000 roku zdobył srebrny medal na mistrzostwach świata juniorów w Szwecji.
8 września 2010 roku w barwach OHK Dinamo zdobył pierwszego gola w sezonie KHL (2010/2011) w ramach meczu o Puchar Otwarcia przeciwko drużynie Ak Bars Kazań wygrane przez OHK 3:1. Rok później, 7 września 2011 zginął w katastrofie samolotu pasażerskiego Jak-42D w pobliżu Jarosławia. Wraz z drużyną leciał do Mińska na inauguracyjny mecz ligi KHL sezonu 2011/12 z Dynama Mińsk.
Został pochowany w Jarosławiu na cmentarzu Leontjewskoje.
Był żonaty, miał córkę.

## Sukcesy
Reprezentacyjne
- Srebrny medal mistrzostw świata juniorów do lat 20: 2000

Klubowe
- Brązowy medal mistrzostw Rosji: 2003, 2004 z Ładą

Indywidualne
- KHL (2008/2009): drugie miejsce w klasyfikacji +/- w sezonie zasadniczym: +38